# Lusitaner
Lusitaner var ett iberiskt folk som under förhistorisk tid var bosatt kring floderna Duero och Tajos nedre lopp.
Man talade lusitanska - ett indoeuropeiskt språk, möjligen tillhörande den italiska undergruppen.
Romarna invaderade området på 200-talet före Kristus. Lusitanerna utkämpade flera befrielsekrig mot Romarriket men besegrades slutgiltigt av kejsar Augustus som inrättade den romerska provinsen Lusitanien.
I dagens Portugal räknar man lusitanerna som sina förfäder.